# Mei Bo

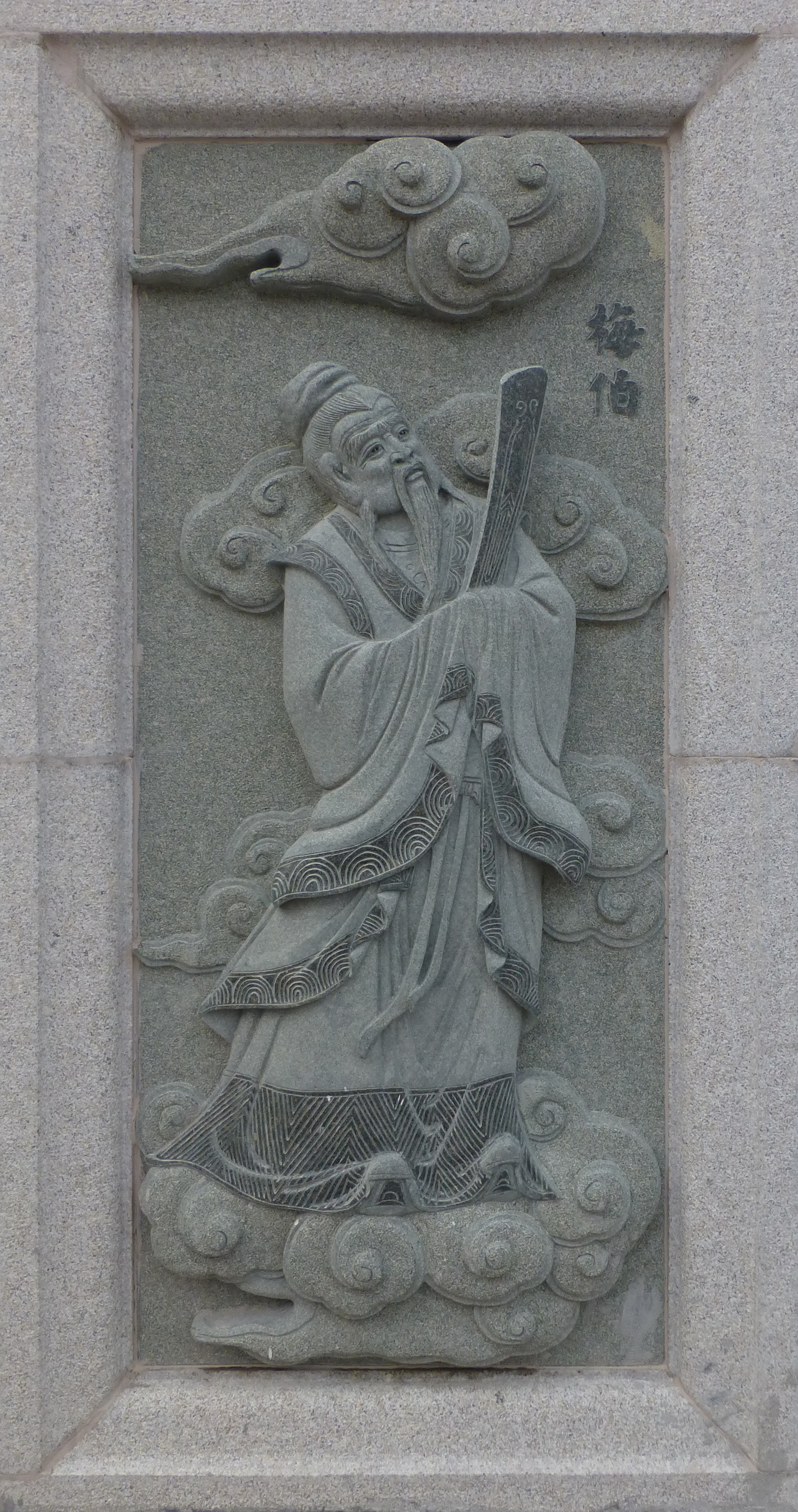
Mei Bo, Ministro Supremo del rey Shang 商 Di Yi.

Mei Bo (chino: 梅伯; Pinyin: Méi Bó) fue un alto oficial de la dinastía Shang, asesinado por Di Xin, Rey Zhou de Shang.

## Papel en la ficción
En el Fengshen Yanyi, Mei Bo es nombrado como el Gran Consejero del Rey Zhou; por ello Mei Bo era un alto funcionario bajo la dinastía Shang.
Después de que Mei Bo vio salir al astrólogo real Du siendo escoltado por guardias a través de la Puerta de Mediodía, Mei Bo interrogó a Du y entonces corrió aprisa para hablar con el rey. Asistido por el Primer ministro Shang Rong, Mei Bo obtuvo la posibilidad de hablar con el rey ignorante. Mei Bo habla al rey del injusto castigo y pronta muerte de Du, quien era un leal astrólogo sirviendo al reino por tres generaciones. Mei Bo recriminó al rey que ejecutar a la mayoría de oficiales leales sin una causa justa era como si se quitara una parte de su propio cuerpo. El rey ignoró las palabras de Mei Bo, y le sentenció a morir a golpes.
La concubina favorita del rey, Daji, dice al Rey Zhou que sería más apropiado quemarle vivo en una tostadora grande por sus "malas maneras". Cuando la máquina estuvo acabada, tenía veinte pies de alto con tres niveles de fuego con carbones al rojo; y dos grandes ruedas para moverla como un carro. Antes de que Mei Bo fuera introducido dentro clamó: "Tú rey estúpido! Mi muerte es tan ligera como una pluma. Importa muy poco si muero o vivo. Soy uno de vuestros más altos consejeros. He servido a tres generaciones de reyes en esta dinastía. ¿Qué delito cometí? Sólo temo que el reinado del magnífico Shang Tang acabe por vuestra estupidez y crueldad!"
Así, el pobre Mei Bo fue desnudado de toda su ropa e inmediatamente introducido en la máquina de tortura. Su alaridos llenaron de horror a los oficiales amigos, marcando la muerte de uno de los más leales a Shang.
Mei Bo fue nombrado póstumamente el dios estrella Tiande (天德星).